# Sant Benet del Pui
Sant Benet del Pui és l'església de la caseria, ara masia, del Pui, de l'antic terme municipal de Baén, i de l'actual de Baix Pallars, a la comarca del Pallars Sobirà.
Està situada a la masia del Pui, al nord del poble d'Useu i a ponent de la masada de Vilesa.
Construït al segle xviii, és un temple petit, d'una sola nau i amb un absis quadrat que no destaca del conjunt.